# Monumentul soldatului necunoscut din Botevgrad

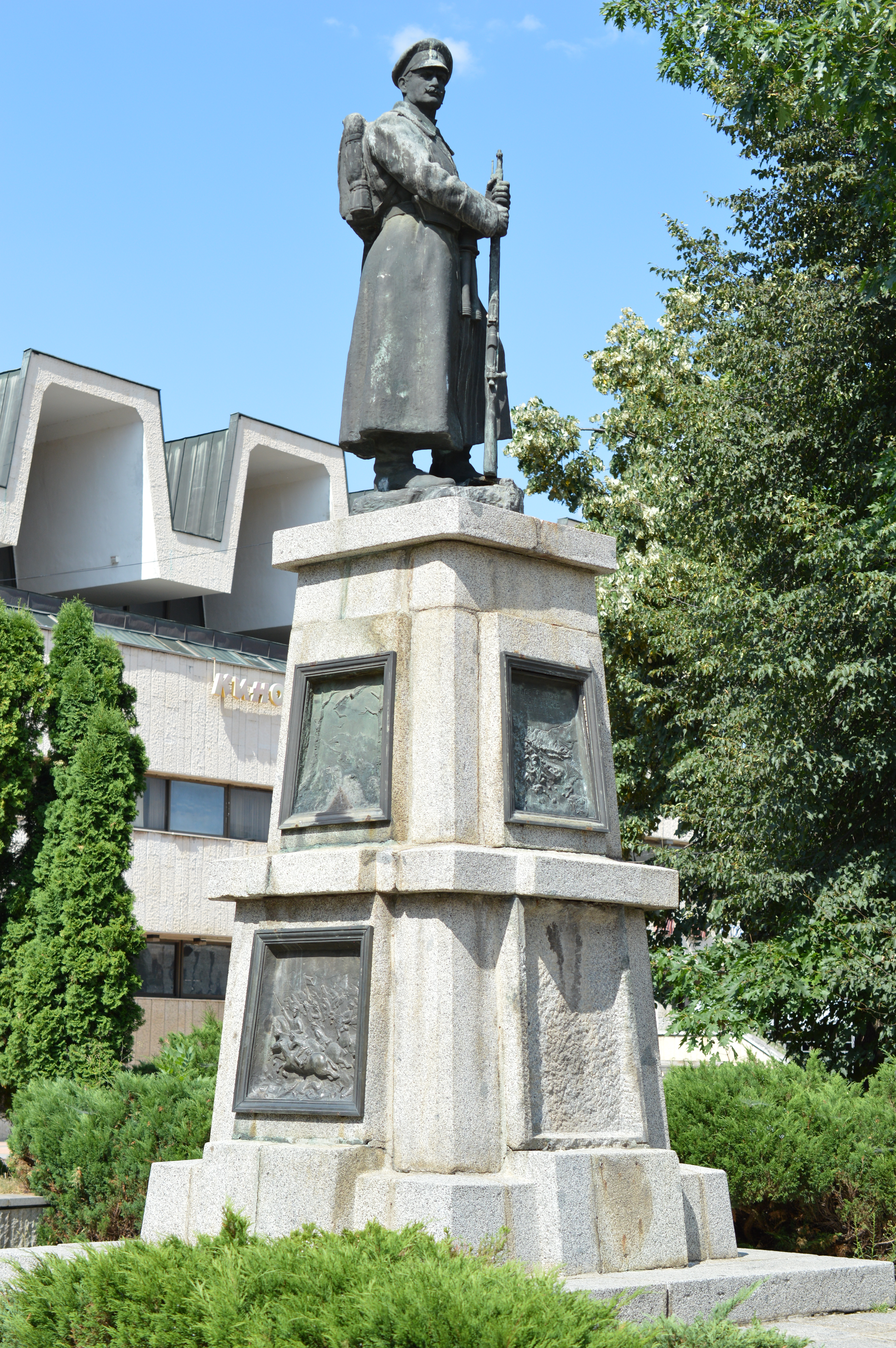
Monumentul soldatului necunoscut

Monumentul soldatului necunoscut (numit în trecut Monumentul Eroilor, Monumentul celor căzuți pentru Patrie) este un monument militar amplasat în scuarul cu același nume din orașul Botevgrad, Bulgaria. A fost dezvelit la 20 octombrie 1929, în onoarea a 39 de ofițeri și soldați din Botevgrad care au murit în Primul Război Balcanic, al Doilea Război Balcanic și Primul Război Mondial.

## Istorie

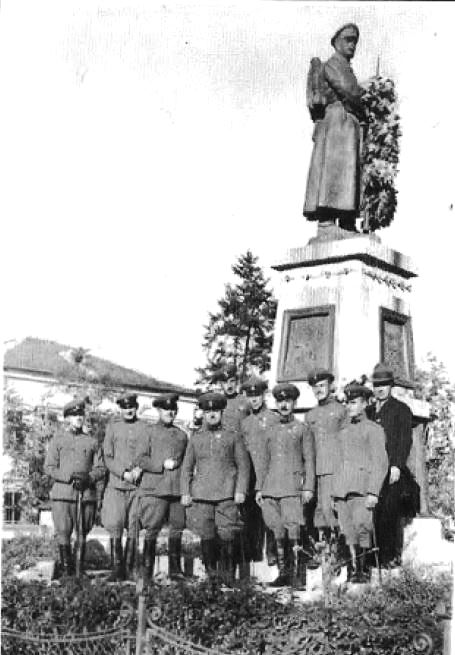
Fotografie de epocă

Monumentul a fost ridicat cu ajutorul Societății ofițerilor in rezervă „Sursuvul”, a autorităților locale și a cetățenilor. Decizia de a-l construi a fost promovată de Comitetul pentru dezvoltare economică și culturală a orașului și a raionului, care fusese înființat în 1928. Monumentul a fost inaugurat oficial la 20 octombrie 1929, cu numele „Monumentul celor căzuți pentru Patrie”. La ceremonia de deschidere au asistat peste 20.000 de oameni din oraș și din satele vecine.
Tradițional, în fiecare an în fața monumentului au loc parade militare, la data de 6 mai, cât și festivități de 1 noiembrie și 24 mai. La 9 septembrie 1944, un grup organizat de Comitetul Național al Frontului Patriotic⁠(d) a proclamat aici lovitură de stat și a schimbat puterea politică în Bulgaria.

## Descriere
Pe latura de sud a monumentului sunt scrise numele celor 39 de ofițeri și soldați care au murit în cele trei războaie. Primul nume este cel al poetului Stamen Panchev⁠(d), avansat post-mortem în grad de locotenent. Pe părțile de est, vest și nord a piedestalului sunt reprezentate scene militare și ale vieții cotidiene.
Statuia reprezintă un soldat în uniformă militară cu o pușcă la picioarele lui. Soldatul privește la sud-vest, spre pământurile bulgare din Tracia și Macedonia. Ca model a servit o fotografie a soldatului Iordan Kurpurov, care a participat la războaie și s-a intors schilodit, decedând in 1924. Aceeași fotografie a fost folosită ca model și la un monument militar din Etropole. Sculptura a fost turnată din bronz la Roma.